# 全国高等学校長協会
全国高等学校長協会（ぜんこくこうとうがっこうちょうきょうかい 英：National Associacion of Upper Secondary School Principals）は、東京都港区西新橋2-5-10 NBC西新橋ビル4Fに本部を置く国公私立の高等学校、中等教育学校後期課程、特別支援学校高等部の校長、教育機関の代表者等の団体である。略称は「全高長」。

## 概観
1948年（昭和23年）設立。後期中等教育に関する調査研究、振興を目的とする。

## 部会
- 普通部会：普通科高等学校を担当
- 農業部会：農業高等学校を担当
- 工業部会：工業高等学校を担当
- 商業部会：商業高等学校を担当
- 水産部会：水産高等学校を担当
- 家庭部会：家庭高等学校を担当
- 定通部会：定時制高等学校・通信制高等学校を担当
- 看護部会：看護高等学校を担当
- 理数部会：理数高等学校を担当
- 体育部会：体育高等学校を担当
- 芸術部会：芸術高等学校を担当
- 英語科・国際科部会：国際高等学校を担当
- 都市立部会：都立高等学校、道立高等学校、府立高等学校、県立高等学校、市立高等学校、町立高等学校、村立高等学校、組合立高等学校を担当
- 特別支援学校部会：特別支援学校高等部を担当
- 総合学科部会：総合学科高等学校を担当
- 福祉部会：福祉高等学校を担当
- 都道府県協会

## 歴代会長
- 宮本久也（2015年度 - 2017年度、東京都立八王子東高等学校校長）
- 萩原聡（2019年度 - 現職、東京都立西高等学校校長）